# Valleve

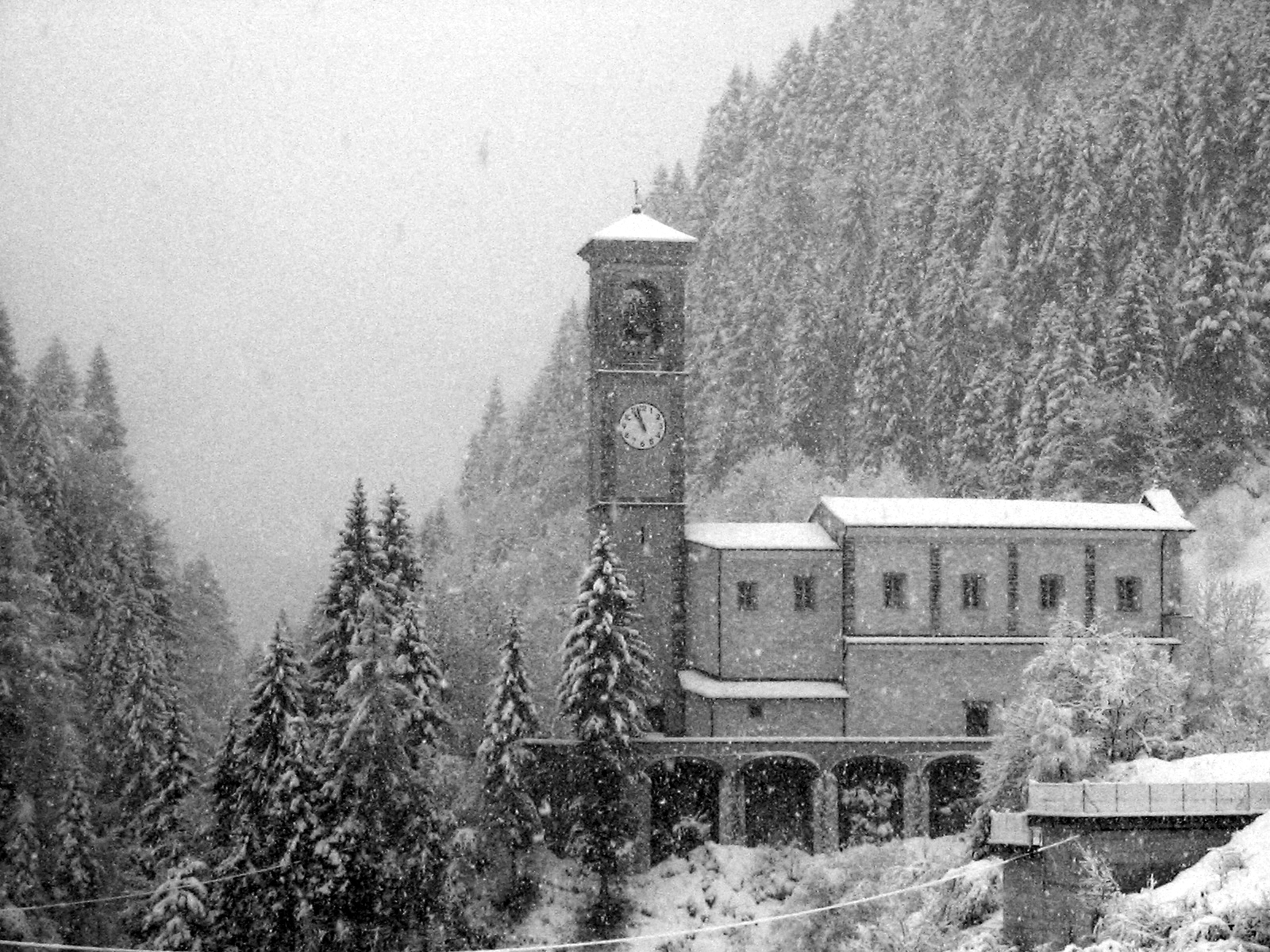
Die Kirche Valleves im Winter 2003

Valleve ist eine Gemeinde (comune) mit 126 Einwohnern (Stand 31. Dezember 2023) in der norditalienischen Provinz Bergamo. Urkundlich wurde der Ort erstmals 1181 erwähnt. Im Mittelalter war der Ort ein Besitz des Klosters Astino e Pontida. 